# 1er avril 1980
Le mardi 1er avril 1980 est le 92e jour de l'année 1980.

## Naissances
- Anissa Khedher, personnalité politique française
- Ayano Egami, nageuse synchronisée japonaise
- Bijou Phillips, actrice américaine
- Flavien Conne, joueur de hockey sur glace suisse
- Garðar Jóhannsson, joueur de football islandais
- Romain Gaschet, illustrateur français
- Jawad Bouâouda, joueur de football marocain
- Kanku Mulekelayi, joueur de football congolais
- Kléber de Carvalho Corrêa, joueur de football brésilien
- Mohamed Bachtobji, joueur de football français
- Randy Orton, catcheur américain
- Travis Lisabeth, joueur de hockey sur glace canadien
- Valérie Marcoux, patineuse artistique canadienne
- Yūko Takeuchi, actrice japonaise

## Décès
- Hervé Morvan (né le 18 mars 1917), affichiste, dessinateur
- Kōsuke Gomi (né le 20 décembre 1921), écrivain japonais
- Nicolas Jaeger (né le 20 octobre 1946), médecin et alpiniste français

## Événements
- le Malawi adhère à la SADCC, sans rompre ses relations avec l’Afrique du Sud
- Siège d'Alep
- Sortie de la chanson Atomic
- Sortie de l'album Crazy Rhythms du groupe The Feelies
- Publication du roman La Reine des neiges